# حیدر بهاروند
حیدر بهاروند مدیر اجرایی ورزشی است که از مهر ۱۴۰۲ برای بار دوم رئیس سازمان لیگ فوتبال ایران و از اسفند ۱۴۰۳ نایب‌رئیس دوم فدراسیون فوتبال ایران است. وی پیش‌تر نیز رئیس سازمان لیگ فوتبال، نایب‌رئیس دوم و سرپرست فدراسیون فوتبال بوده‌است.
وی که نامزد انتخابات فدراسیون فوتبال در سال ۱۳۹۹ بود ردصلاحیت شد و از رقابت در انتخابات بازماند. بهاروند در ۲۰ تیر ۱۴۰۱ با حکم سید میرشاد ماجدی سرپرست وقت فدراسیون فوتبال از سمت ریاست سازمان لیگ فوتبال برکنار شده‌بود.

## رئیس سازمان لیگ فوتبال ایران
در تاریخ ۸ آبان ۱۳۹۵ مهدی تاج رئیس فدراسیون فوتبال ایران در حکمی، بهاروند را به‌عنوان‌ سرپرست سازمان لیگ فوتبال ایران منصوب کرد. بهاروند به‌عنوان سرپرست، مدیریت سازمان لیگ را به عهده داشت که در ۲۵ اسفند ۱۳۹۵ مجمع فدراسیون فوتبال تشکیل جلسه داد و انتخاب وی را به‌عنوان رئیس سازمان لیگ و نایب‌رئیس دوم فدراسیون فوتبال ایران به رأی گذاشت. در طی این رأی‌گیری بهاروند موفق شد با کسب ۵۶ رأی موافق از مجموع ۵۸ رأی مأخوذه رسماً به‌عنوان رئیس سازمان لیگ انتخاب شود. در ۹ دی سال ۱۳۹۸ وی به‌طور موقت جانشین مهدی تاج در فدراسیون فوتبال ایران شد. مهدی تاج به دلیل بیماری از سمت خود استعفا کرده‌بود.

## سوابق اجرایی و مدیریتی
- سرمربی تیم افلاک و تیم خیبر خرم‌آباد
- مدیرعامل تیم خیبر خرم‌آباد
- دبیر هیئت فوتبال استان لرستان
- رئیس هیئت فوتبال استان لرستان
- عضو هیئت رئیسه فدراسیون فوتبال ایران
- رئیس سازمان لیگ فوتبال ایران
- نایب‌رئیس دوم فدراسیون فوتبال ایران